# 碗蕨
碗蕨（学名：Dennstaedtia scabra（Wall. ex Hook.）为碗蕨科碗蕨属下的一个种。
長匍匐之根莖（rhizome）密被毛。葉片呈五角形，三到四回羽狀分裂，草質；第一對羽片的第一片小羽片朝上（上先型），第二片小羽片朝下，回數通常最多；葉柄基部褐色，以上則為草桿色；葉柄、葉軸、羽軸、小羽軸皆密被白色毛；葉脈不論從遠軸面或近軸面皆可輕易觀察到，具毛；孢膜碗狀，著生於羽狀分裂處邊緣。

## 分佈
日本、中國、喜馬拉雅山、斯里蘭卡、印度、韓國、印尼、菲律賓、婆羅洲。偶見於台灣本島中海拔林下或林緣半開闊處之土坡。

## 扩展阅读
- 維基物種上的相關：碗蕨